# Günther Simon (Politiker)
Günther Simon (* 11. Mai 1890 in Krefeld; † 22. April 1972) war ein deutscher Politiker (FDP). Er war von 1950 bis 1954 Mitglied des Landtags von Nordrhein-Westfalen.

## Leben
Nach dem Abschluss des Realgymnasiums begann Günther Simon im Jahr 1908 ein Studium der Geschichte, Volkswirtschaft, Germanistik und der romanischen Sprachen an den Universitäten von Straßburg, Bonn, Brüssel, Berlin und Marburg an der Lahn. 1914 legte er sein philologisches Staatsexamen in Marburg ab. Von November 1914 bis April 1917 nahm er als Soldat am Ersten Weltkrieg teil. Nach dem Krieg wurde er Lehrer an einem Realgymnasium. Im Jahr 1942 wurde er zum Dr. der Wirtschaftswissenschaften promoviert.
Von 1922 bis 1934 war Simon stellvertretender Vorsitzender der Bezirksgruppe Niederrhein des Reichsbundes der höheren Beamten und von 1924 bis 1934 Beiratsmitglied des Rheinischen Philologenvereins. 
Simon war von 1920 bis zum Ende der Weimarer Republik im Jahr 1933 Vorstandsmitglied der Kreisgruppe Krefeld der Deutschen Volkspartei. 
Nach dem Zweiten Weltkrieg wurde er Vorsitzender des Krefelder Kreisverbandes der FDP, Vorsitzender des FDP-Bezirksverbandes Linker Niederrhein und Mitglied im nordrhein-westfälischen Landesvorstand der FDP. Simon wurde in der zweiten Wahlperiode über die FDP-Landesliste in den Landtag gewählt. Er war Abgeordneter vom 5. Juli 1950 bis 4. Juli 1954. 